# Jacquinia curvata
Jacquinia curvata är en viveväxtart som beskrevs av Lepper och J.E.Gut. Jacquinia curvata ingår i släktet Jacquinia och familjen viveväxter. Inga underarter finns listade i Catalogue of Life.